# Андрес де Урданета
Андрес де Урданета (ісп. Andrés de Urdaneta, 30 листопада 1498 — 3 червня 1568) — баскський мореплавець, що відкрив «шлях Урданети», — найбезпечніший тихоокеанський шлях з Мексики до Філіппіни, яким протягом 250 років курсували Манільські галеони, — торговий маршрут, що сполучав Філіппіни з метрополією.

## Життєпис
В молодості Урданета брав участь в першій іспанській експедиції, що пройшла Магеллановою протокою. Командував нею архієпископ Гарсія де Лоайса, а метою була колонізація островів Прянощів. Небагато іспанців, що дісталися до Молуккських островів, було узято в полон португальцями. Їх повернення до Європи у 1528 році можна розглядати як другу навколосвітню подорож в історії.
Виснажений мандрами та службою во флоті, Урданета постригся в ченці і зайнявся облаштуванням монастиря августинців в Новій Іспанії. Коли тридцять років опісля (у 1559 році) король Філіп II направив Лопеса де Леґаспі на освоєння Філіппінських островів, Урданеті було доручено провести його в ті води.
До нього п'ять експедицій до берегів Філіппін потерпіли невдачу, оскільки всупереч течії намагалися тримати шлях прямо на захід. Дістатися ж до Філіппін з боку Азії іспанці не могли до тих пір, поки ті води за Тордесільяський договором вважалися володінням Португальського королівства.
У квітні 1565 року Урданета досяг філіппінського острова Себу і заснував там місію, а 1 червня відплив назад. Зворотне плавання у високих широтах (з відхиленням на північ до 36 широти) дозволило Урданеті, на відміну від своїх попередників, уникнути штормів і при сприятливому вітрі повернутися до порту Акапулько 8 жовтня 1565 року, подолавши близько 20 000 кілометрів за 130 днів.
Унаслідок відсутності запасів для несподівано довгого плавання, команда повернулася до Нової Іспанії в крайньому виснаженні, шістнадцять моряків померли в дорозі. Урданета відвідав Іспанію для доповіді про свій успіх і письмово виклав інструкції для майбутніх мандрівників до філіппінських берегів.
Впродовж кількох століть сполучення Філіппін з Європою здійснювалося майже виключно маршрутом Урданети. По ньому ж щорічно курсував галеон Маніла-Акапулько. Через ряд причин, протягом решти XVI та XVII століть іспанці майже не досліджували тихоокеанське узбережжя Північної Америки та тихоокеанські острови, хоча і мали формальне право на володіння цими територіями, і кораблі практично не змінювали маршруту.
Помер Урданета в Мехіко в 1568 році.